# Jan Burke
Jan Burke (Houston, 1º agosto 1953) è una scrittrice statunitense di romanzi e racconti gialli.

## Biografia
Nata a Houston, Texas, nel 1953, ha vissuto a lungo nella California del Sud laureandosi in Storia all'Università di Stato di Long Beach.
Ha esordito nella narrativa nel 1993 con il romanzo Goodnight, Irene nel quale ha introdotto il personaggio della giornalista Irene Kelly protagonista di una decina di romanzi e lanciata alla ribalta anche dall'ex presidente Bill Clinton che la menzionò durante uno dei suoi primi discorsi alla Casa Bianca.
Autrice di altri 2 romanzi e 7 raccolte di racconti, è stata insignita di numerosi premi dedicati alla narrativa di genere tra i quali si ricorda il Premio Edgar per il miglior romanzo del 2000 ottenuto con Ossa, settimo capitolo della serie Irene Kelly.

## Opere principali

### Serie Irene Kelly
- Goodnight, Irene (1993)
- Sweet Dreams, Irene (1994)
- Dear Irene (1995)
- Remember Me, Irene (1996)
- Hocus (1997)
- Liar (1998)
- Ossa (Bones, 2000), Milano, Sonzogno, 2001 traduzione di Lucia Fochi e Stefania De Franco ISBN 88-454-2050-7.
- Flight (2001)
- Bloodlines (2005)
- Kidnapped (2006)
- Disturbance (2011)

### Altri romanzi
- Nine (2002)
- The Messenger (2009)

### Racconti
- 18 (2003)
- Caught Red-Handed (2014)
- Apprehended (2014)
- Tried (2014)
- Convicted (2014)
- Justice Done (2014)
- Case Closed (2014)

## Alcuni riconoscimenti
- Premio Edgar per il miglior romanzo: 2000 vincitrice con Ossa
- Premio Agatha per il miglior racconto breve: 2001 vincitrice con The Man in the Civil Suit
- Premio Macavity per il miglior racconto: 1995 vincitrice con Unharmed e 2002 vincitrice con The Abbey Ghosts